# One Tree Hill (sæson 4)
Den fjerde sæson af tv-serien One Tree Hill havde premiere i USA den 27. september 2006, og sæsonen fortsatte til den 13. juni 2007. I Danmark blev den sendt fra den 20. maj 2007 – 14. oktober 2007.
| Fjernsyn | Spire Denne artikel om et tv-program er en spire som bør udbygges. Du er velkommen til at hjælpe Wikipedia ved at udvide den. |